# 陳友 (演員)
陳友（英語：Anthony Chan Yau，1951年10月1日—），本名陳志濤，是香港樂隊溫拿樂隊的鼓手。与譚詠麟、鍾鎮濤、彭健新、叶智強並稱為“溫拿五虎”。「陳友」一藝名起源自1960年代末至1970年代初；其時陳友與彭健新參與樂隊活動，彭不相信陳家中有一支結他可用，於是說陳在吹牛，是「沙塵友」、「沙塵百貨」，自此沿用此藝名至今。

## 背景

### 早年生活
陳友早年在香港島天后電氣道近維多利大廈一帶的舊樓成長，有一兄二姊二妹。自小時常到寓所附近、由舅父經營的雜貨店幫忙，因此認識了住在該處一帶的4個鄰居陳百祥、陳百燊、彭健新以及葉智強。陳友與彭健新為小學同校同學，讀書成績不錯，就讀新法書院上午校（1969年中五、加路連山道）。入讀中一期間（13歲）因一次參與籃球運動時摔倒，引致視網膜脫落，需要留醫3個月，結果轉為練習打鼓。1960年代末本來被父親安排到加拿大升讀大學，卻礙於處於青少年反叛期而獨自到灣仔的酒吧打鼓，且与鍾鎮濤、陳百祥等好友共組樂隊，其後正式成立“溫拿樂隊”，并于香港、台灣、新加坡、日本沖繩等多個國家地區演出，備受好評。樂隊成名前除了派報紙賺取收入外，陳友一直在酒吧當樂手。
直至1973至1974年，陳友與隊友獲前來觀看他們演出的邵逸夫及方逸華賞識，加入邵氏兄弟參演古裝電影。但所提出的合約期長達10年，加上不喜歡拍攝古裝片，終未成事。未幾陳希望尋求樂隊以外的發展，不想到了30歲仍在打鼓，自此轉而加入電視圈簽約香港無綫電視成為電視歌手和藝人，參演電視劇集和綜藝節目《歡樂今宵》（擔任主持）。此前他曾應任職律師的世伯邀請從事新界丁屋地產的銷售工作1年多，也與從事建築業的朋友一起在北角寶馬山道附近合資經營酒吧「大酒桶」。在到來光顧的電視台監製提議下，陳友正式加入電視界。1970年代末，溫拿樂隊受黃霑邀請，參演電影《大家樂》，讓陳友首次登上大銀幕。同時受綜藝節目帶來的刺激啟發而有意向電影圈發展。陳友與無綫電視的合約至1980年代初完結。

### 事業發展
陳友是著名的香港電影人，曾擔任電影演員、編劇、導演、監製等台前幕后崗位，並於1986年与香港著名導演張堅庭先生組建「二友電影公司」，主力拍攝中小成本的中產喜劇如《表錯七日情》、《一屋兩妻》、《一妻兩夫》、《殺妻二人組》、《鬼馬飛人》、《兩公婆八條心》（創業作）等。另外又創作了不少新題材的電影，如諷刺兩岸三地政治的華語黑色幽默政治喜劇《表姐，妳好嘢！》系列，文藝言情片的《不脫襪的人》等等。能演能導的陳友憑《緣分》，提名第四屆香港電影金像獎最佳男配角，憑香港電影《不脫襪的人》獲提名第九屆香港電影金像獎最佳導演。
1993年，陳友基於對中國的歷史認識不深，有興趣了解更多，遂用了兩年時間逐漸把二友電影公司業務交給張堅庭，自己則前往中國大陸發展廣告、電視創作以及電視購物物流事業，創辦城市電視，於廣州和北京設立公司。2010年，与譚詠麟等好友共組化妝品和香薰公司。及至2011年為了照顧患病妻子，回港再次復出投身香港電影業。參與演出之餘，亦協助發掘和培養香港新生代電影創作人。2012年，陈友在香港和大陆自组班底，起用大批年轻创作人集思广益。2014年憑藉《殭屍》一片，獲提名第33屆香港電影金像獎最佳男配角。後來於2015年，他轉投飲食界，擔當廚師。2018年再次擔任導演，推出以溫拿樂隊的奮鬥為題材的電影《兄弟班》。

## 個人生活
陳友已婚，妻子Pauline，兒子陳良韋曾參加2006年香港先生選舉。其後更加入香港無綫電視擔任策划和編劇至2009年。2009年，陳良韋返回美國，創辦網站，擔任網絡公司高層。
政治上，陳友參與支持港版國安法的聯署。他事後接受訪問時指，「自己不懂政治，但希望香港穩定」。
2024年，陳友將太太的抗癌經歷改篇成音樂劇《娛樂圈夫人》。。

## 電影作品

### 電影長片
| 年份 | 片名                     | 導演                         | 角色                 | 合作                                                             |
| ---- | ------------------------ | ---------------------------- | -------------------- | ---------------------------------------------------------------- |
| 1975 | 大家樂                   | 胡樹儒、黃霑                 | 陈友                 | 谭咏麟、鍾鎮濤、彭健新、叶智强                                   |
| 1976 | 溫拿與教叔               | 康威                         | 陈友                 | 谭咏麟、鍾鎮濤、彭健新、叶智强                                   |
| 1976 | 追趕跑跳碰               | 陈耀圻                       | 陈友                 | 谭咏麟、鍾鎮濤、彭健新、叶智强                                   |
| 1981 | 就是溜溜的她             | 侯孝賢                       | 馬謙                 | 鳳飛飛、鍾鎮濤、石英、周萬生、黃仲崑、顏正國、梅芳               |
| 1981 | 乌龙行大运               | 楊道                         | 陈友                 | 温拿乐队、沈雁                                                   |
| 1982 | 風兒踢踏踩               | 侯孝賢                       | 羅介文               | 鳳飛飛、鍾鎮濤、石英、周萬生、顏正國、梅芳                       |
| 1983 | 追鬼七雄                 | 仁泰                         |                      | 鄭則仕、許冠英                                                   |
| 1983 | 表錯七日情               | 張堅庭                       | 執達吏               | 鍾鎮濤、葉童、梅艷芳                                             |
| 1984 | 三十處男                 | 陳友                         |                      | 鄭文雅、張堅庭                                                   |
| 1984 | 緣份                     | 黃泰來                       | 吳威                 | 張國榮、張曼玉、梅艷芳                                           |
| 1984 | 雙龍出海                 | 陳欣健                       | 客串                 | 吳耀漢、岑建勳、林正英、葉德嫻                                   |
| 1984 | 城市之光                 | 张坚庭                       | 陈柏子               | 惠英紅、吴咏琪、招文欣、谷峰、罗烈                               |
| 1985 | 殭屍先生                 | 劉觀偉                       | 四目道長             | 林正英、錢小豪、許冠英、李賽鳳                                   |
| 1985 | 開心三響砲               | 张同祖                       | 甘油條               | 曾志偉、古嘉露、陳百祥、恬妞                                     |
| 1985 | 鬼馬飛人                 | 王晶                         | 足球教練             | 鍾鎮濤                                                           |
| 1985 | 夏日福星                 | 洪金寶                       | 羅大佑               | 洪金寶、成龍、曾志偉                                             |
| 1985 | 龍的心                   | 洪金寶                       | 補習老師             | 成龍、洪金寶                                                     |
| 1985 | 摩登仙履奇緣             | 王晶                         |                      | 張曼玉、陳百祥、王晶、汪禹                                       |
| 1985 | 天使出更                 | 陳友                         | 主管醫生             | 張堅庭、林建明、陳秀雯、文雋、鍾保羅                             |
| 1985 | 再見七日情               | 张坚庭                       |                      |                                                                  |
| 1986 | 殺妻二人組               | 鍾鎮濤                       |                      | 鍾鎮濤、周潤發、梅艷芳、王祖賢                                   |
| 1986 | 兩公婆八條心             | 曾志偉、盧堅、張堅庭         | 復顏師陳武           | 樓南光、渡邊良子、曾志偉、余安安、古露嘉、葉童、張堅庭           |
| 1986 | 最佳福星                 | 曾志偉                       | Band友               | 洪金寶、譚詠麟、鄭則仕、樓南光、劉德華、童玲                     |
| 1986 | 富貴列車                 | 洪金寶                       |                      | 洪金寶、元彪                                                     |
| 1986 | 壞女孩                   | 蕭嘉榮                       | 阿友，屈臣氏         | 梅艷芳、關朝聰、盧業瑂、上山安娜、胡渭康                         |
| 1987 | 精裝追女仔               | 王晶                         | 趙定先手下           | 翁世傑                                                           |
| 1987 | 龍兄虎弟                 | 成龙、曾志伟                 | 樂團團員             | 成龍、溫拿五虎                                                   |
| 1987 | 標錯參                   | 張堅庭                       | 王幹探               | 洪金寶、鍾鎮濤、吳孟達、王祖賢                                   |
| 1987 | A計劃續集                | 成龍                         | 客串陸警             | 成龍、鍾鎮濤、林威                                               |
| 1987 | 一屋兩妻                 | 陳友                         | 阿信                 | 鍾鎮濤、夏文汐、梅艷芳                                           |
| 1988 | 一妻兩夫                 | 陳友                         | 阿信                 | 鍾鎮濤、夏文汐、梅艷芳                                           |
| 1988 | 殭屍叔叔                 | 劉觀偉、王英傑               | 四目道長             | 午馬、錢嘉樂、李麗珍、元華、王玉環                               |
| 1988 | 鬼掹腳                   | 洪金寶                       | 西灣署長             | 張堅庭、午馬、高麗虹、鍾發                                       |
| 1988 | 中國最後一個太監         | 張之亮                       |                      |                                                                  |
| 1988 | 神探父子兵               | 元奎                         |                      | 劉德華、元奎、董標                                               |
| 1988 | 黑心鬼                   | 陳會毅                       | 陳康泰               | 梅艷芳、葉德嫻、午馬、莫少聰                                     |
| 1988 | 鬼馬保鑣賊美人           | 陳勳奇                       |                      | 陳勳奇、鄭則仕、鍾楚紅、董標                                     |
| 1989 | 小小小警察               | 曾志偉                       |                      |                                                                  |
| 1989 | 不脫襪的人               | 陳友                         |                      | 鍾鎮濤、張曼玉                                                   |
| 1989 | 發達先生                 | 查传谊                       |                      | 邱淑貞、喬宏                                                     |
| 1989 | 奇蹟                     | 成龍                         |                      | 成龍、梅艷芳、午馬、柯俊雄、葉蘊儀、倪震、吳耀漢、歸亞蕾、樓南光 |
| 1989 | 四千金                   | 陆剑明                       |                      | 利智                                                             |
| 1990 | 無敵幸運星               | 陳友                         | 黃幹探               | 周星馳、黃秋生、周比利、梅小惠、吳君如、成奎安                   |
| 1990 | 夜魔先生                 | 劉觀偉                       |                      | 張堅庭、李賽鳳                                                   |
| 1990 | 衰鬼撬牆腳               | 劉觀偉                       | 大衛(青頭鬼)、Robert | 吳耀漢、王文君、司馬燕、劉玉婷                                   |
| 1991 | 豪門夜宴                 | 張堅庭、張同祖、高志森、徐克 | 賓客                 | 曾志偉、梁朝偉、梁家輝、洪金寶、劉德華                           |
| 1992 | 雙龍會                   | 徐克、林嶺東                 | 高佬偉               | 成龍、利智                                                       |
| 1992 | 特異功能猩求人           | 徐小明                       |                      | 鍾鎮濤、利智                                                     |
| 1992 | 兩屋一妻                 | 陳友                         |                      | 毛舜筠                                                           |
| 1992 | 丐世英雄                 | 陳友                         |                      | 許冠文、吳君如                                                   |
| 1992 | 阿二一族                 | 曹建南                       | 陳志強               | 鄭裕玲                                                           |
| 1992 | 夜夜伴肥嬌               | 钱永强                       | 阿友                 | 吳君如                                                           |
| 1993 | 盲女72小時               | 陳榮照                       |                      | 葉玉卿、黃秋生                                                   |
| 1993 | 廣東五虎之鐵拳無敵孫中山 | 李力持                       | 沈四官               | 譚詠麟、鍾鎮濤、彭健新、葉智強、黃秋生                           |
| 2013 | 殭屍                     | 麥浚龍                       | 阿友                 | 錢小豪、惠英紅、鮑起靜                                           |
| 2017 | 小男人週記3之吾家有喜    | 鄭丹瑞                       | 王輝                 | 鄭丹瑞、蔡瀚億、張繼聰                                           |
| 2018 | 兄弟班                   | 陳友                         | 阿友                 | 鄧加樂、譚詠麟                                                   |
| 2021 | 任性的你                 | 關智斌                       |                      | 顏卓靈、白只、羅子喬、利健森                                     |
| 2021 | 等一個擁抱               | 王炳雄                       | 劉漢強               | 李璧琦、龔柯允                                                   |

### 電影短片
| 年份 | 劇名     | 導演   | 角色 | 備註                           |
| ---- | -------- | ------ | ---- | ------------------------------ |
| 待定 | 末代殭屍 | 游智傑 | 道士 | 張本煜、鐘林煜、薛寶鶴、楊宇鑫 |

## 外部連結
- 陳友的Facebook專頁
- 陳友的新浪微博
- 陳友在香港影庫上的簡介